# Шамхат
Шамхат (Самхат, а також Шамкат у вавилонській версії «Епосу про Гільгамеша») — в шумеро-аккадській міфології храмова повія, соратниця Гільгамеша і коханка Енкіду.

## Роль в епосі
У таблицях I і II «Епосу про Гільгамеша» Шамхат, будучи жрицею Іштар, виконує за волею царя Гільгамеша роль спокусниці, яка втихомирює звірячу натуру Енкіду, перш ніж привести його до царя. Провівши з Шамхат шість днів і сім ночей (за іншою версією, два тижні), Енкіду втрачає силу, а дикі звірі, з якими він колись жив, тепер бояться і уникають його. Шамхат вмовляє Енкіду відмовитися від життя з дикими тваринами і піти за нею в місто Урук, де править Гільгамеш. Енкіду погоджується, і Шамхат, розірвавши свій наряд надвоє, віддає половину йому, щоб він міг одягнутися. По дорозі в Урук Шамхат знайомить Енкіду і з іншими благами цивілізації: хлібом і вином. Втихомиренного Енкіду жриця кохання призводить прямо в руки царя Урука, Гільгамеша.
У таблиці VII «Епосу про Гільгамеша» Енкіду, вмираючи, спочатку проклинає Шамхат за те, що вона відвернула його від диких звірів і зробила людиною, але бог Шамаш нагадує Енкіду про те, як Шамхат нагодувала, напоїла і одягла його. Енкіду прощає жрицю і благословляє її.

## Цікаві факти
Ім'я Шамхат походить від аккадського прикметника жіночого роду «šamhu», похідного від дієслова «šamāhu», яке перекладається як «бути чудовим».